# Ayaş
Ayaş là một huyện thuộc tỉnh Ankara, Thổ Nhĩ Kỳ. Huyện có diện tích 1112 km² và dân số thời điểm năm 2007 là 13159 người, mật độ 12 người/km².